# Primož Brezec
Primož Brezec (Postumia, 2 ottobre 1979) è un ex cestista e dirigente sportivo sloveno.

## Carriera
È stato scelto nel draft NBA 2000 come 27º dagli Indiana Pacers, che sono rimasti la sua squadra fino a quando, nel 2004, è stato selezionato dagli Charlotte Bobcats al draft d'espansione organizzato per l'entrata nella lega della nuova franchigia dei Bobcats.
Le prime due stagioni ai Bobcats sono state quelle di maggior successo nella carriera NBA dello sloveno, che ha chiuso con medie di 13 punti e 7,3 rimbalzi a partita nel 2005 e di 12,4 punti e 5,6 rimbalzi nel 2006; in particolare, gli enormi progressi compiuti dall'ultima stagione ad Indiana (+11,4 punti di media a partita) lo hanno portato al 4º posto nelle votazioni per il NBA Most Improved Player Award 2005.
Nel dicembre della stagione 2007-08, a seguito di un netto calo nel minutaggio e nel rendimento, è stato ceduto ai Detroit Pistons. Pochi mesi dopo cambia di nuovo franchigia finendo ai Toronto Raptors in cambio di Juan Dixon.
Il 20 luglio 2008 firma per la Lottomatica Roma, che lo svincola nel luglio 2009.
Nell'agosto 2009 ritorna negli Stati Uniti firmando con i Philadelphia 76ers, e a febbraio viene ceduto ai Milwaukee Bucks.
Dopo aver giocato poco sia a Phila che a Milwaukee, lasciò nuovamente l'NBA dopo una sola stagione accasandosi al Krasnye Kryl'ja Samara in Russia.
Il 2 settembre 2017, dopo 7 anni in giro per il mondo tra Russia, Kuwait, Cipro e Bahrein, annunciò il proprio ritiro dall'attività agonistica, diventando un talent scout dei Cleveland Cavaliers.

## Statistiche

### NBA

#### Regular season
| Anno      | Squadra            | PG  | PT  | MP   | TC%  | 3P%  | TL%  | RP  | AP  | PRP | SP  | PP   |
| --------- | ------------------ | --- | --- | ---- | ---- | ---- | ---- | --- | --- | --- | --- | ---- |
| 2001-2002 | Indiana Pacers     | 22  | 4   | 7,3  | 48,3 | 0,0  | 60,0 | 1,3 | 0,3 | 0,0 | 0,3 | 2,0  |
| 2002-2003 | Indiana Pacers     | 22  | 1   | 5,0  | 39,5 | 0,0  | 60,0 | 1,0 | 0,2 | 0,1 | 0,2 | 1,9  |
| 2003-2004 | Indiana Pacers     | 18  | 0   | 4,0  | 46,2 | 0,0  | 66,7 | 0,8 | 0,2 | 0,0 | 0,2 | 1,6  |
| 2004-2005 | Charlotte Hornets  | 72  | 72  | 31,6 | 51,2 | 0,0  | 74,5 | 7,4 | 1,2 | 0,5 | 0,8 | 13,0 |
| 2005-2006 | Charlotte Hornets  | 79  | 79  | 27,4 | 51,7 | 0,0  | 73,2 | 5,6 | 0,6 | 0,2 | 0,4 | 12,4 |
| 2006-2007 | Charlotte Hornets  | 58  | 40  | 14,4 | 44,5 | 33,3 | 63,2 | 3,2 | 0,4 | 0,2 | 0,4 | 5,0  |
| 2007-2008 | Charlotte Hornets  | 20  | 18  | 13,4 | 39,5 | 0,0  | 60,0 | 2,2 | 0,3 | 0,0 | 0,2 | 1,9  |
| 2007-2008 | Detroit Pistons    | 17  | 0   | 5,8  | 76,9 | 0,0  | 50,0 | 1,1 | 0,2 | 0,1 | 0,1 | 1,6  |
| 2007-2008 | Toronto Raptors    | 13  | 0   | 8,5  | 44,7 | 0,0  | 66,7 | 1,4 | 0,1 | 0,1 | 0,2 | 3,7  |
| 2009-2010 | Philadelphia 76ers | 7   | 0   | 5,1  | 15,4 | 0,0  | 50,0 | 1,7 | 0,0 | 0,1 | 0,1 | 0,7  |
| 2009-2010 | Milwaukee Bucks    | 14  | 0   | 4,2  | 53,8 | 0,0  | 0,0  | 0,9 | 0,1 | 0,0 | 0,1 | 1,0  |
| Carriera  | Carriera           | 342 | 214 | 18,1 | 49,8 | 16,7 | 70,1 | 3,9 | 0,5 | 0,2 | 0,4 | 7,2  |

#### Play-off
| Anno     | Squadra         | PG | PT | MP  | TC%  | 3P% | TL%  | RP  | AP  | PRP | SP  | PP  |
| -------- | --------------- | -- | -- | --- | ---- | --- | ---- | --- | --- | --- | --- | --- |
| 2010     | Milwaukee Bucks | 4  | 0  | 6,3 | 57,1 | 0,0 | 50,0 | 0,8 | 0,0 | 0,3 | 0,0 | 2,3 |
| Carriera | Carriera        | 4  | 0  | 6,3 | 57,1 | 0,0 | 50,0 | 0,8 | 0,0 | 0,3 | 0,0 | 2,3 |

#### Massimi in carriera
- Massimo di punti: 27 (2 volte)[6]
- Massimo di rimbalzi: 18 vs Portland Trail Blazers (14 febbraio 2005)
- Massimo di assist: 4 (2 volte)
- Massimo di palle rubate: 2 (10 volte)
- Massimo di stoppate: 3 (5 volte)
- Massimo di tiri liberi: 8 (3 volte)

## Palmarès

### Club
- Campionato sloveno: 2

Union Olimpija: 1998-99, 2000-01
- Coppa di Slovenia: 3

Union Olimpija: 1999, 2000, 2001
- Campionato cipriota: 2

AEK Larnaca: 2015, 2016
- Coppa di Cipro: 1

AEK Larnaca: 2016-2017

### Individuale
- MVP Coppa di Cipro: 1

2017